# My Boy (canción de Billie Eilish)
«My Boy» en español: «Mi chico— es una canción de la cantante estadounidense Billie Eilish. Se lanzó el 28 de julio de 2017, a través de Interscope Records y Darkroom Records, como parte de la promoción de su EP debut Don't Smile at Me (2017). La pista fue escrita por la cantante junto a su hermano Finneas O'Connell. Alcanzó la certificación de oro en Estados Unidos, mientras que en Canadá y Australia se certificó con disco de platino. El 9 de marzo de 2018 se lanzó una remezcla de la canción con TroyBoi titulada «MyBoi».

## Antecedentes y composición
La canción apareció en el cuarto episodio de la temporada de la serie de televisión estadounidense Shadowhunters, titulada Thy Soul Instructed.
La canción fue escrita por Billie Eilish junto con Finneas O'Connell, mientras que la producción fue llevada a cabo por este último. «My Boy» es una canción pop que incluye un cambio de tempo «inesperado». La pista comienza con un «ambiente más frío, similar al jazz y una capa de oscuridad y misterio». La canción pronto se vuelve más optimista mientras se mantiene la pesadez de la introducción.

## Recepción comercial
«My Boy» se ubicó en la posición veinte en la lista Alternative Digital Song Sales de Billboard. El 5 de diciembre de 2018, alcanzó la certificación de oro en Estados Unidos por la venta de más de 500.000 ejemplares. La pista alcanzó la certificación de oro en Australia en 2019. El 13 de febrero de 2019, la pista consiguió la certificación de oro y platino en Canadá.

## Posicionamiento en listas
| Listas (2019)                                             | Mejor posición |
| --------------------------------------------------------- | -------------- |
| Estados Unidos Alternative Digital Song Sales (Billboard) | 20             |

## Certificaciones
| País (organismo certificador) | Certificación | Unidades certificadas |
| ----------------------------- | ------------- | --------------------- |
| Australia (ARIA)              | Platino       | 70 000                |
| Canadá (Music Canada)         | Platino       | 80 000                |
| Estados Unidos (RIAA)         | Platino       | 1 000 000             |
| Reino Unido (BPI)             | Plata         | 200 000               |

## Historial de lanzamiento
| País   | Fecha               | Formato                      | Edición       | Discográfica       | Ref          |
| ------ | ------------------- | ---------------------------- | ------------- | ------------------ | ------------ |
| Varios | 28 de julio de 2017 | Descarga digital y Streaming | Original      | Interscope Records | [ 1 ]        |
| Varios | 9 de marzo de 2018  | Descarga digital y Streaming | TroyBoi Remix | Interscope Records | [ 4 ] [ 13 ] |